# المكتبة العجمية
من المدارس التاريخية الأثرية في مدينة حلب، وهو قصرٌ بني في القرن الثاني عشر بالقرب من قلعة حلب من قبل الأمير «مجد الدين بن الداي» من الأسرة الزنكية، تم تجديده في القرن 15 الهجري.
وأصبح مقراً لمتحف التراث الشعبي بين عامي 1967 - 1975.
يتمتع المتحف في حلب بدور مهم بالترويج السياحي إلى جانب إظهاره للعادات والأزياء الشعبية واحتوائه على العديد من المعروضات القديمة والتراثية ما يجعله عنصراً جاذبا للحركة السياحية داخل المدينة حيث يقصده السياح من مختلف الجنسيات للتعرف على محتوياته وموقعه في حي الجديدة.